# Леонтий (консуляр Финикии)
Леонтий (лат. Leontius) — римский политический деятель второй половины IV века.
Леонтий был учеником знаменитого ритора Либания. Отмечен как автор нескольких речей. В 390 году Леонтий ездил из Антиохии в Константинополь, чтобы помочь детям и супруге одного умершего солдата. Около 392 года он занимал должность консуляра Финикии. В 393 году Леонтий был в Константинополе. Известно, что он имел влияние при императорском дворе.